# Super Bowl XXIX
Super Bowl XXIX was de 29e editie van de Super Bowl, een Americanfootballwedstrijd tussen de kampioenen van de National Football Conference en de American Football Conference waarin bepaald werd wie de kampioen werd van de National Football League voor het seizoen van 1994. De wedstrijd werd gespeeld op 29 januari 1995 in het Joe Robbie Stadium in Miami. De San Francisco 49ers wonnen de wedstrijd met 49–26 van de San Diego Chargers.

## Play-offs
Play-offs gespeeld na het reguliere seizoen.
| Geplaatste teams | Geplaatste teams                       | Geplaatste teams                     |
| Plaats           | AFC                                    | NFC                                  |
| ---------------- | -------------------------------------- | ------------------------------------ |
| 1                | Pittsburgh Steelers (Centraal-winnaar) | San Francisco 49ers (West-winnaar)   |
| 2                | San Diego Chargers (West-winnaar)      | Dallas Cowboys (Oost-winnaar)        |
| 3                | Miami Dolphins (Oost-winnaar)          | Minnesota Vikings (Centraal-winnaar) |
| 4                | Cleveland Browns                       | Green Bay Packers                    |
| 5                | New England Patriots                   | Detroit Lions                        |
| 6                | Kansas City Chiefs                     | Chicago Bears                        |

|  | Wildcard Play-offs                   | Wildcard Play-offs                   |                               |                               | Divisional Play-offs     | Divisional Play-offs     |                             |                             | NFC & AFC Championships | NFC & AFC Championships |  |  | Super Bowl XXIX | Super Bowl XXIX |
|  |                                      |                                      |                               |                               |                          |                          |                             |                             |                         |                         |  |  |                 |                 |
|  | Hubert H. Humphrey Metrodome, 1 jan. | Hubert H. Humphrey Metrodome, 1 jan. |                               |                               | Candlestick Park, 7 jan. | Candlestick Park, 7 jan. |                             |                             |                         |                         |  |  |                 |                 |
|  | Hubert H. Humphrey Metrodome, 1 jan. | Hubert H. Humphrey Metrodome, 1 jan. | Candlestick Park, 15 jan.     |                               | Candlestick Park, 7 jan. | Candlestick Park, 7 jan. |                             |                             |                         |                         |  |  |                 |                 |
|  | Hubert H. Humphrey Metrodome, 1 jan. | Hubert H. Humphrey Metrodome, 1 jan. | San Francisco 49ers           | 44                            |                          |                          |                             |                             |                         |                         |  |  |                 |                 |
|  | Minnesota Vikings                    | 18                                   | San Francisco 49ers           | 44                            |                          |                          |                             |                             |                         |                         |  |  |                 |                 |
|  | Minnesota Vikings                    | 18                                   |                               | Chicago Bears                 | 15                       |                          |                             |                             |                         |                         |  |  |                 |                 |
|  | Chicago Bears                        | 35                                   |                               | Chicago Bears                 | 15                       | San Francisco 49ers      | 38                          |                             |                         |                         |  |  |                 |                 |
|  | Chicago Bears                        | 35                                   | Texas Stadium, 8 jan.         |                               |                          | San Francisco 49ers      | 38                          |                             |                         |                         |  |  |                 |                 |
|  | Lambeau Field, 31 dec                | Lambeau Field, 31 dec                |                               | Dallas Cowboys                | 28                       |                          | Joe Robbie Stadium, 29 jan. | Joe Robbie Stadium, 29 jan. |                         |                         |  |  |                 |                 |
|  | Lambeau Field, 31 dec                | Lambeau Field, 31 dec                | Dallas Cowboys                | Dallas Cowboys                | 28                       | 35                       | Joe Robbie Stadium, 29 jan. | Joe Robbie Stadium, 29 jan. |                         |                         |  |  |                 |                 |
|  | Green Bay Packers                    | 16                                   | Dallas Cowboys                |                               |                          | 35                       | Joe Robbie Stadium, 29 jan. | Joe Robbie Stadium, 29 jan. |                         |                         |  |  |                 |                 |
|  | Green Bay Packers                    | 16                                   |                               | Green Bay Packers             | 9                        |                          | Joe Robbie Stadium, 29 jan. | Joe Robbie Stadium, 29 jan. |                         |                         |  |  |                 |                 |
|  | Detroit Lions                        | 12                                   |                               | Green Bay Packers             | 9                        | San Francisco 49ers      | 49                          |                             |                         |                         |  |  |                 |                 |
|  | Detroit Lions                        | 12                                   | Three Rivers Stadium, 7 jan.  |                               |                          | San Francisco 49ers      | 49                          |                             |                         |                         |  |  |                 |                 |
|  | Cleveland Stadium, 1 jan.            | Cleveland Stadium, 1 jan.            | Three Rivers Stadium, 15 jan. | Three Rivers Stadium, 15 jan. |                          | San Diego Chargers       | 26                          |                             |                         |                         |  |  |                 |                 |
|  | Cleveland Stadium, 1 jan.            | Cleveland Stadium, 1 jan.            | Three Rivers Stadium, 15 jan. | Three Rivers Stadium, 15 jan. | Pittsburgh Steelers      | San Diego Chargers       | 26                          | 29                          |                         |                         |  |  |                 |                 |
|  | Cleveland Browns                     | 20                                   | Three Rivers Stadium, 15 jan. | Three Rivers Stadium, 15 jan. | Pittsburgh Steelers      |                          |                             | 29                          |                         |                         |  |  |                 |                 |
|  | Cleveland Browns                     | 20                                   | Three Rivers Stadium, 15 jan. | Three Rivers Stadium, 15 jan. |                          | Cleveland Browns         | 9                           |                             |                         |                         |  |  |                 |                 |
|  | New England Patriots                 | 13                                   |                               | Pittsburgh Steelers           | 13                       | Cleveland Browns         | 9                           |                             |                         |                         |  |  |                 |                 |
|  | New England Patriots                 | 13                                   | Jack Murphy Stadium, 8 jan.   | Pittsburgh Steelers           | 13                       |                          |                             |                             |                         |                         |  |  |                 |                 |
|  | Joe Robbie Stadium, 31 dec           | Joe Robbie Stadium, 31 dec           |                               | San Diego Chargers            | 17                       |                          |                             |                             |                         |                         |  |  |                 |                 |
|  | Joe Robbie Stadium, 31 dec           | Joe Robbie Stadium, 31 dec           | San Diego Chargers            | San Diego Chargers            | 17                       | 22                       |                             |                             |                         |                         |  |  |                 |                 |
|  | Miami Dolphins                       | 27                                   | San Diego Chargers            |                               |                          | 22                       |                             |                             |                         |                         |  |  |                 |                 |
|  | Miami Dolphins                       | 27                                   |                               | Miami Dolphins                | 21                       |                          |                             |                             |                         |                         |  |  |                 |                 |
|  | Kansas City Chiefs                   | 17                                   |                               | Miami Dolphins                | 21                       |                          |                             |                             |                         |                         |  |  |                 |                 |
|  | Kansas City Chiefs                   | 17                                   |                               |                               |                          |                          |                             |                             |                         |                         |  |  |                 |                 |